# Grandes éxitos (álbum de Charly García)
Grandes éxitos es una recopilación editada por Interdisc en 1986, cuando el músico Charly García pasa a grabar para CBS (posteriormente Sony Music). Incluye trabajos de los primeros discos solistas de Charly, junto a "Rezo por vos" canción que vera luz en 1987, en el disco Parte de la religión, aquí en su versión original en demo junto al Flaco Spinetta. Nunca se editó en CD.

## Lista de canciones
Lado A
1. Rezo por vos (García/Spinetta)
2. Raros peinados nuevos
3. Nos siguen pegando abajo (pecado mortal)
4. Dos cero uno (transas)
5. Rap del exilio
6. No me dejan salir

Lado B
1. Demoliendo hoteles
2. Yo no quiero volverme tan loco
3. Los dinosaurios
4. Promesas sobre el bidet
5. Peluca telefónica (García/Aznar/Spinetta)
6. Cerca de la revolución

- Todas las canciones pertenecen a Charly García, excepto donde se indica.[1]